# Chrastava
Chrastava (německy Kratzau) je město v severních Čechách, v okrese Liberec v Libereckém kraji. Leží asi osm kilometrů severozápadně od Liberce v nadmořské výšce 295 metrů. Včetně všech částí ve městě žije přibližně 6 300 obyvatel.
Město v Žitavské pánvi je obklopeno několika pohořími – na jihozápadě leží Ještědsko-kozákovský hřbet, dále na západ jsou Lužické hory a na východě Jizerské hory. Chrastavou protéká říčka Jeřice, která se za městem vlévá do Lužické Nisy.
Ve městě jsou čtyři mateřské a dvě základní školy, je zde také výchovný ústav. Od roku 2012 nad městem stojí termální lázně.
Chrastava je též název centrální místní částí města Chrastava. Ta je tvořena jednak katastrálním územím Chrastava I, zahrnujícím centrum města, a též katastrálním územím Chrastava II, které je od centrální části odděleno pásem místní části Dolní Chrastava a tedy tvoří exklávu místní části Chrastava.

## Historie

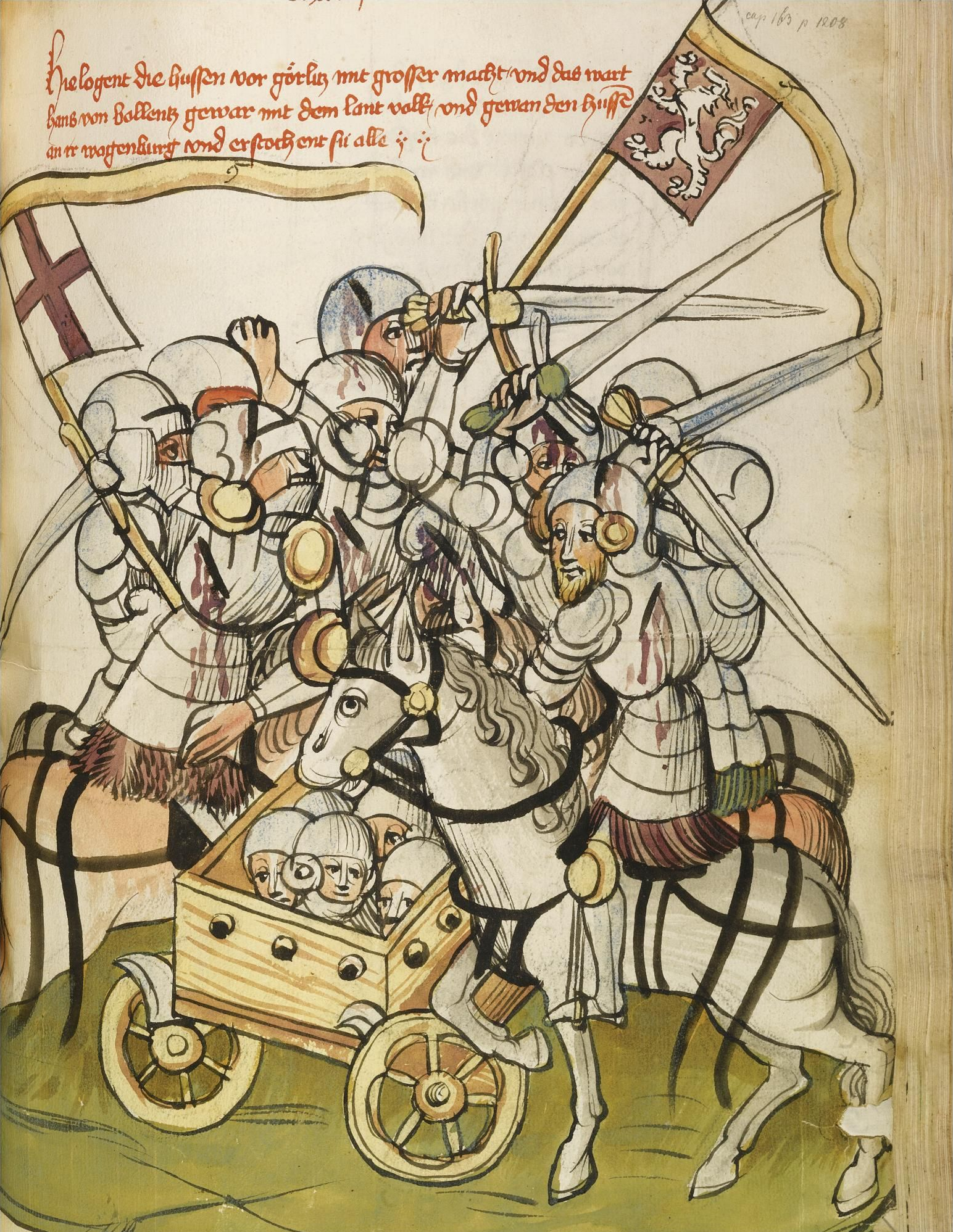
Lužické vojsko pod vedením Jana z Polence poráží u Chrastavy husity v čele s Prokopem Malým, Václavem Koudelníkem a Janem Královcem (listopad 1428)

### Vznik a středověk
Nejstarší osídlení bylo založeno již v 10. století slovanským kmenem Milčanů, ke kolonizaci vesnice na město došlo až během druhé poloviny 13. století, kdy král Přemysl Otakar II. do českého pohraničí pozval osadníky z německy mluvících oblastí, aby tento tehdy pustý kraj dosídlili a zúrodnili. Nejstarší dochovaná zmínka o obci pochází z knihy o placení desátků z roku 1352, kde již měla farní kostel jméno Craczauia. Město osídlili horníci ze saského města Pirna, kteří v okolí Chrastavy začali těžit měď, cín, olovo, stříbro a železo.
Během doby husitské stál nad městem nevelký dřevěný hrad, ze kterého Mikuláš z Kajšperka podnikal loupežné nájezdy do oblasti Lužice. Hrad byl i s přilehlým městem zničen vojsky Šestiměstí roku 1433. To samozřejmě vyústilo v pokles počtu obyvatel s následnou stagnací. Někdy bylo místo dokonce popisováno jako pusté.

### Novověk

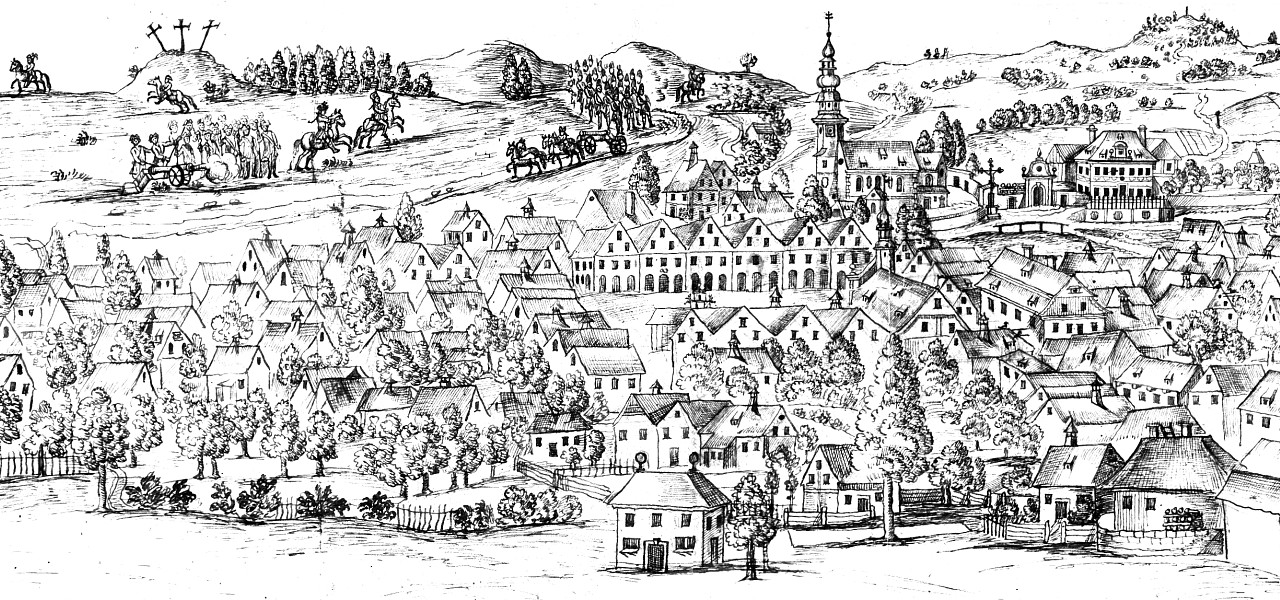
Chrastava kolem roku 1750

K částečné obnově města došlo již v druhé polovině 15. století, ovšem zásadní roli v dalším rozvoji města měl majitel grabštejnského panství Mikuláš II. z Donína, který v letech 1512–1539 obnovil Chrastavě městská práva, udělil městu řadu privilegií, včetně práva na vaření piva či hrdelního práva. V roce 1581, kdy byl majitelem zdejšího panství Jiří Mehl ze Střelic – vicekancléř českého království za vlády Rudolfa II., získala Chrastava svůj městský znak. Těžba rud v okolí města skončila v 16. a 17. století. Obyvatelé města byli nuceni změnit způsob obživy a ve městě začaly vznikat manufaktury – a to především textilní. Když se Chrastava stala roku 1855 okresním městem a roku 1859 byla městem vedena železniční trať z Liberce do Žitavy, vedlo to k prudkému rozvoji průmyslu i kulturního života.

### Dvacáté století

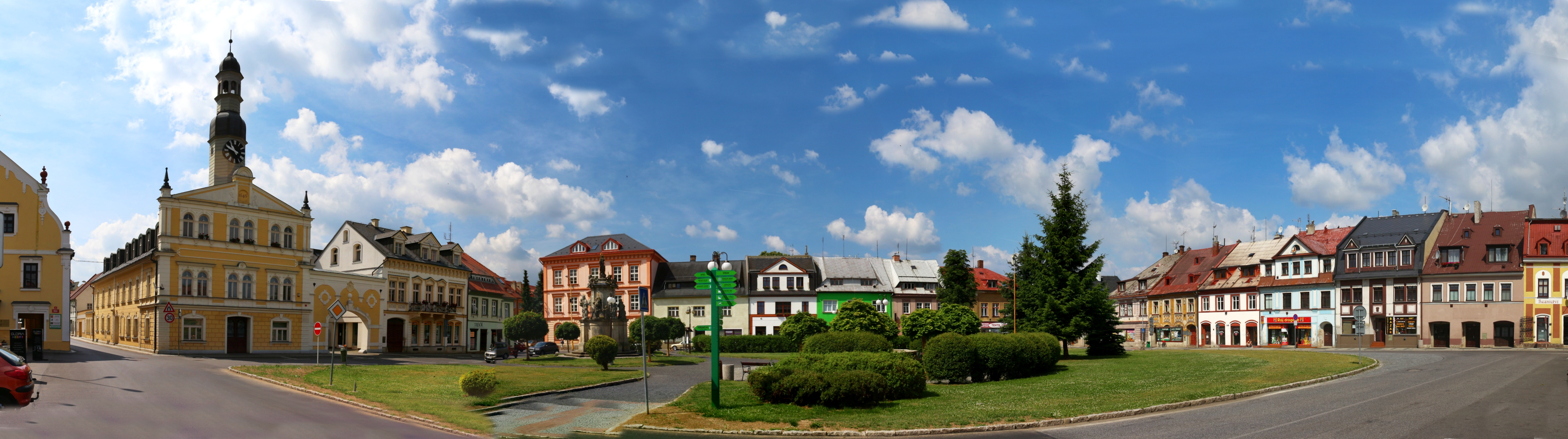
Náměstí 1. máje

Po podepsání Mnichovské dohody se celý okolní kraj stal součástí německé Třetí říše. V souvislosti s tím navštívil krátce dne 6. října 1938 Chrastavu Adolf Hitler. Během války se v místním závodě Spreewerk vyráběly granáty. V této továrně pracovali zajatci, totálně nasazení a ženy z nedalekého koncentračního tábora. Po skončení druhé světové války byla většina zdejších německých obyvatel nuceně vysídlena. V letech 1945–1948 poklesl počet obyvatel z 8000 na pouhé 3000.
Správní komise v Chrastavě přísahala republice. Dne 3. září se konala v zasedací síni místní správní komise v Chrastavě slavnostní přísaha všech jejích členů a náhradníků do rukou člena okresní správní komise Dr. Maye. Slavnostního aktu se zúčastnili zástupci úřadu okresní správní komise, četnictva, učitelstva, místní vojenské posádky SNB, finanční stráže a ostatních korporací a podniků v místě. Slavnost byla zahájena proslovem Dr. Maye, po kterém byly kromě jiných probrány otázky zásobování a odsunu Němců. Výsledkem této porady bylo zjištění, že počínání místní správní komise bylo v naprostém souladu s programovým zaměřením vlády Národní fronty. Poté složili členové místní správní komise jednotlivě slavnostní slib.
Stráž severu: deník Národní fronty v českém pohraničí. Liberec: Akční výbor Národní fronty v Liberci, 14.09.1945, 1(92), s. 4.
Po roce 1948 bylo ve městě v provozu několik textilních továren (Feigl & Widrich, Textilana, Bytex, Kolora) a několik strojírenských podniků (Elitex, STS, LVZ). V roce 1956 přijelo na základě dohody komunistického Vietnamu a Československa do Chrastavy 100 vietnamských dětí (tzv. Chrastavské děti), sirotků po válce v Indočíně, na několikaletý pobyt. Děti byly ubytovány v budově pozdějšího výchovného ústavu a chodily do základní školy spolu s místními dětmi. Jednalo se o vůbec největší oficiální pobyt osob vietnamské národnosti na československém území. Jejich pobyt měl především svou symbolickou podstatu a režimy obou států byl propagandisticky využit, včetně návštěvy samotného prezidenta Vietnamu Ho Či Mina v Chrastavě při jeho oficiální návštěvě ČSR v červenci 1957.
Padesátá a šedesátá léta 20. století byla poměrně bohatá na společenský a kulturní život ve městě, ovšem v době normalizace došlo k výraznému útlumu většiny těchto aktivit. Tento nepříznivý stav byl ještě více prohlouben uzavřením a demolicemi prostorů určených pro kulturu a zábavu jako např. taneční sály v Hotelu Praha, či v restauraci Střelnice nebo Koruna. Výstavba nového kulturního domu v Chrastavě byla sice započata v druhé polovině osmdesátých let, objekt však nikdy nebyl dokončen a v současné době je již zdemolován.
Dne 28. září 2012 při otvírání nového mostu se zde odehrál tzv. chrastavský incident, útok na Václava Klause.

### Povodeň 7. srpna 2010

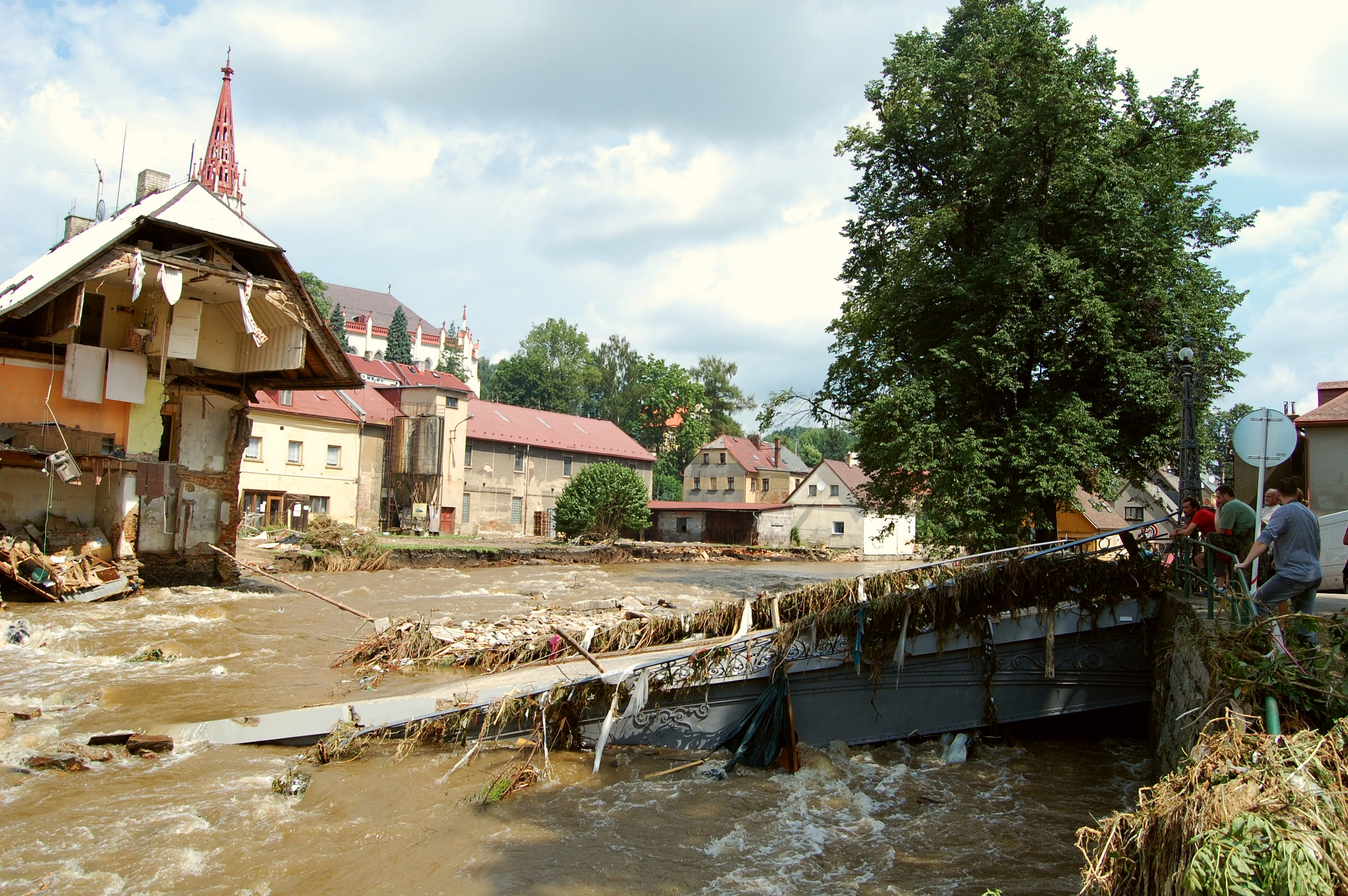
Zničený secesní most po povodni 7. srpna 2010

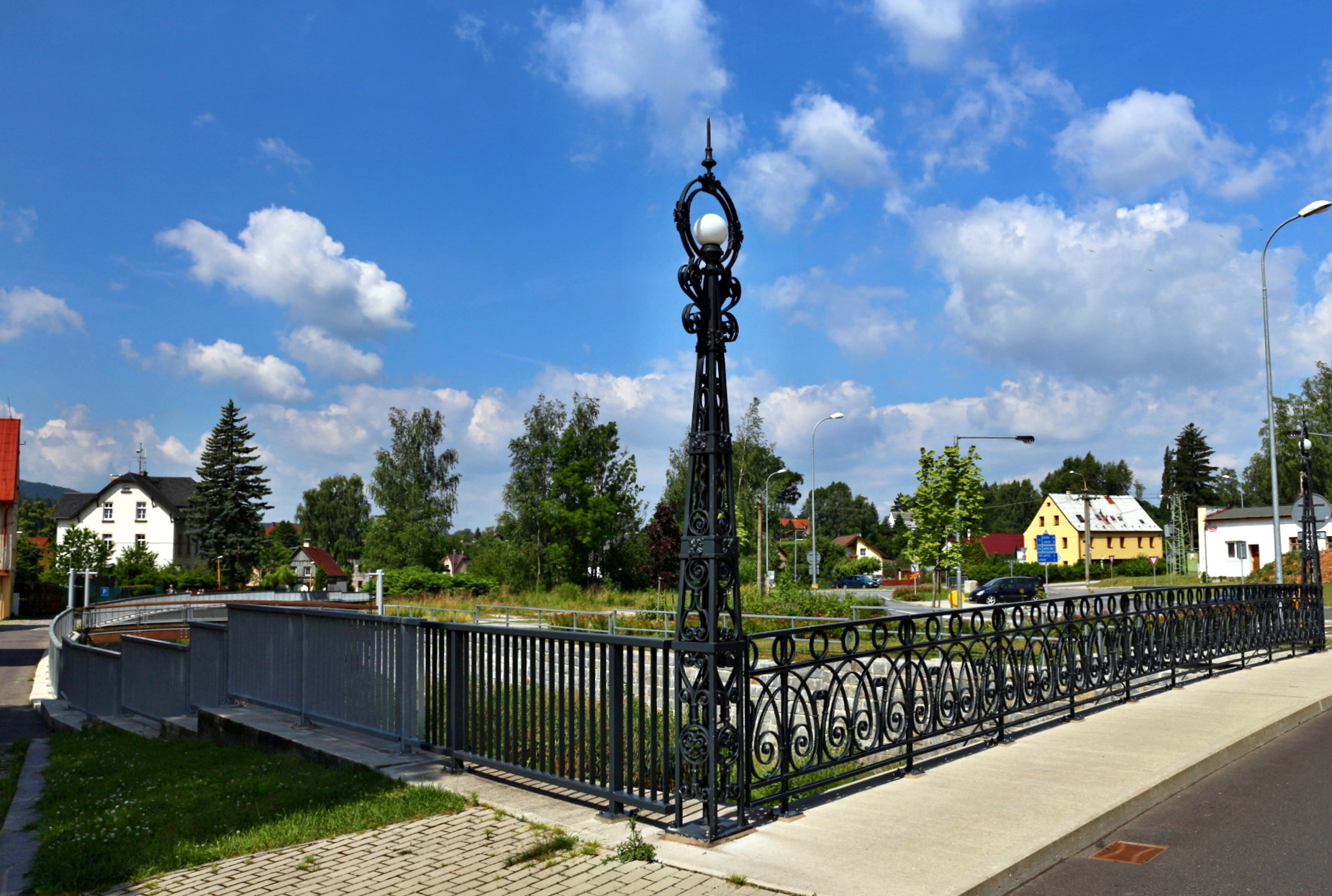
Obnovený most

Po vydatném nočním dešti stoupla v dopoledních hodinách hladina říčky Jeřice natolik, že se během několika málo minut vylila ze svého koryta a zaplavila prakticky celé město. K vodě z Jeřice se přidaly proudy vody z okolních polí, takže se město stalo pastí, ze které nebylo úniku. Řadu lidí musel ze střech domů zachraňovat vrtulník, evakuována byla většina obyvatel z centra i dalších částí města podél řeky.
Voda napáchala škody na veřejném i soukromém majetku, většina ulic města byla více či méně poškozená. Voda strhala všechny lávky přes Jeřici, ostatní mosty byly buď zničené anebo poškozené. Symbolem zkázy ve městě se stal krásný železný secesní most, který patřil mezi památky chráněné státem, a který se během povodně zřítil do rozbouřené Jeřice.
Škody způsobené povodní se jen v Chrastavě vyšplhaly až na jednu miliardu korun. Do této sumy jsou započítány škody na obecním majetku (místní komunikace, mosty a lávky, poničená infrastruktura), ale i škody na soukromém a krajském majetku (především krajské silnice).

## Obyvatelstvo
| Rok            | 1869  | 1880  | 1890  | 1900  | 1910  | 1921  | 1930  | 1950  | 1961  | 1970  | 1980  | 1991  | 2001  | 2011  | 2021  |
| -------------- | ----- | ----- | ----- | ----- | ----- | ----- | ----- | ----- | ----- | ----- | ----- | ----- | ----- | ----- | ----- |
| Počet obyvatel | 3 189 | 3 118 | 3 236 | 3 505 | 3 814 | 3 358 | 3 661 | 3 089 | 3 329 | 2 919 | 3 141 | 3 495 | 3 879 | 3 879 | 3 675 |
| Počet domů     | 330   | 351   | 347   | 353   | 417   | 464   | 534   | 711   | 788   | 460   | 496   | 518   | 558   | 601   | 601   |

## Obecní správa

### Části města
Vlastní město Chrastava je tvořeno katastrálními územími Chrastava I, Chrastava II a původně samostatnými obcemi Dolní Chrastava a Horní Chrastava. Katastrální území Chrastava I a Chrastava II, ač spolu nesousedí, tvoří společně místní část Chrastava. Katastrální území Dolní Chrastava v západní části města je zároveň místní částí, jeho jižní výběžek odděluje Chrastavu II od centra města. V Dolní Chrastavě se nachází železniční nádraží i větší část chrastavské západní průmyslové zóny (její zbytek patří do Chrastavy II). Katastrální území Horní Chrastava leží ve východní části města a člení se na tří místní části: Horní Chrastava, severně od ní Vysoká, dnes rekreační osada, a v jižní části Víska. Víska byla založena panským výnosem před rokem 1713, její obyvatelé se věnovali hlavně zemědělství a lesním pracím, dnes má převážně rekreační charakter.
Andělská Hora je katastrální území a místní část v jihozápadní části města, při Lužické Nise. Byla původně samostatnou hornickou osadou založenou ve 13. století. V obci se těžilo stříbro a měď. Částí Chrastavy se stala roku 1960.

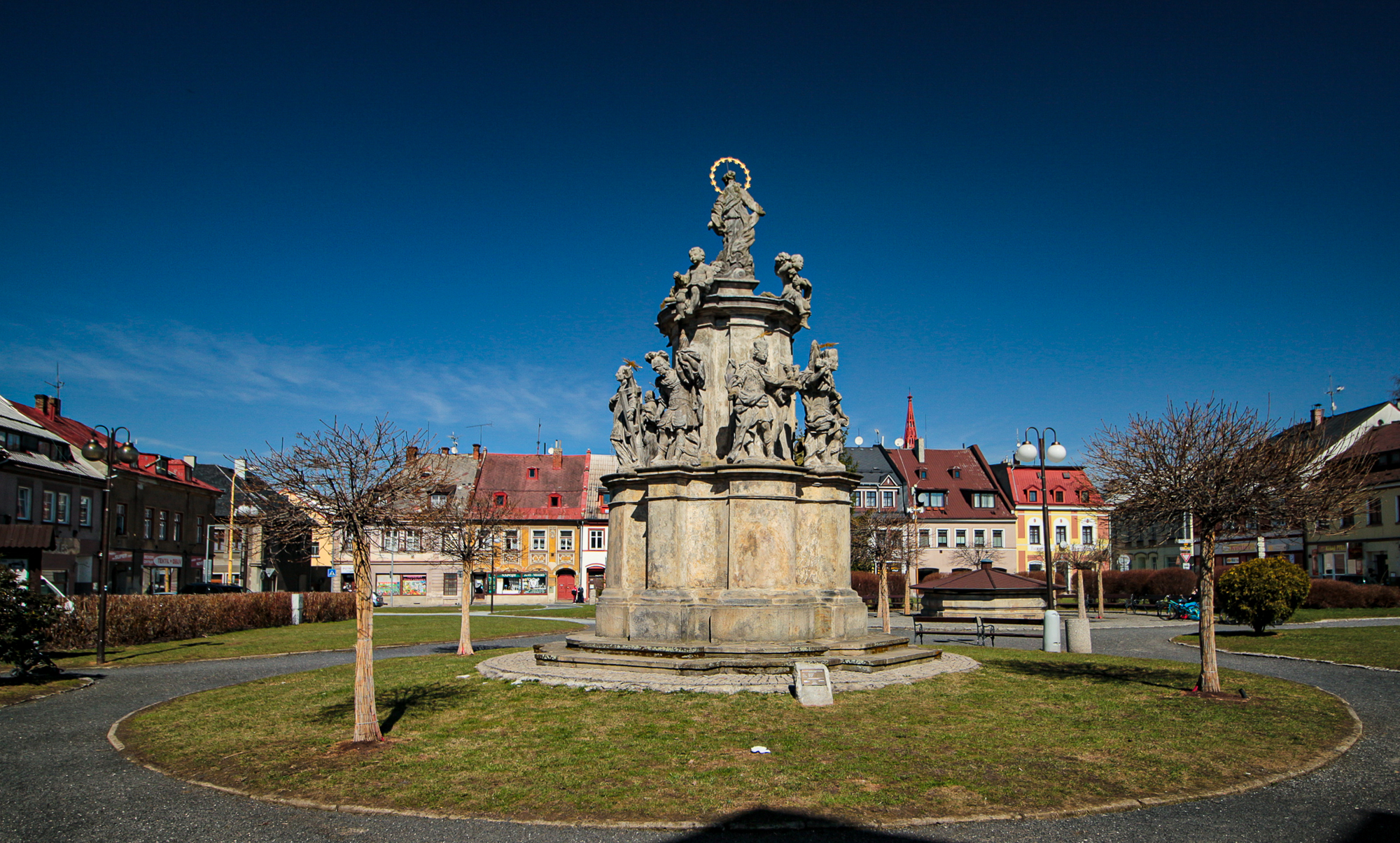
Mariánský sloup na náměstí

Dolní Vítkov a Horní Vítkov jsou katastrální území a místní části připojené k městu ze severu. Tvoří souvislý pás zástavby v údolí Vítkovského potoka. Vítkov vznikl ve 14. století, na Horní a Dolní byl rozdělen roku 1615, opět spojeny do jedné obce byly roku 1945. Udržel si zemědělský charakter. Kostel Navštívení Panny Marie v Horním Vítkově je z roku 1350.

### Místní část Chrastava
Katastrální území Chrastava I zaujímá centrální část města Chrastavy. Vlastní jádro města tvoří základní sídelní jednotku Chrastava-střed. Území severně od Kostelní ulice je základní sídelní jednotkou Vítkovská-východ. Do ní patří už i chrastavský kostel svatého Vavřince, dále například škola, výchovný ústav, koupaliště a několik továren (průmyslová zóna však přesahuje i do Horní Chrastavy). Jižně od centra města se nacházejí základní sídelní jednotky U hřbitova, Liberecká, Sídliště Střelecký vrch, Střelecký vrch a Na kopci.
Katastrální území Chrastava II (a zároveň základní sídelní jednotka Na hůrce) je exklávou místní části Chrastava, oddělenou od centrální části pásem místní části Dolní Chrastava. Zahrnuje oblast od Nádražní ulice na jih až k Ovčí hoře, kolem Andělohorské, Tovární a Ještědské ulice.

### Zastupitelstvo a starosta
Od roku 2002 stojí v čele obce starosta Michael Canov (SLK). Do funkce byl zvolen 3. listopadu 2014 a znovu 17. října 2022.

## Hospodářství
Chrastava bývala střediskem textilního a strojírenského průmyslu. Byly zde pobočky textilních továren Textilana, Bytex a Mykana, z podniků strojírenských zde byl Elitex, LVZ (Liberecké vzduchotechnické závody) a STS (Strojní a traktorová stanice). Dnes ve městě působí následující průmyslové podniky: Grupo Antolin, Benteler a Vzduchotechnik.

## Doprava
V Chrastavě se nachází stanice na železniční trati 089 z Liberce přes Hrádek nad Nisou a německou Žitavu do Rybniště, kde zastavují osobní vlaky dopravce Vogtlandbahn Liberec – Seifhennersdorf a také spěšné vlaky Liberec – Drážďany. Další zastávka stojí v místní části Andělská Hora.
Obcí prochází silnice první třídy I/13 a také silnice druhé třídy II/592. Autobusovou dopravu zde zajišťují dopravci ČSAD Liberec, BusLine a ČSAD Česká Lípa.
Přes Lužickou Nisu je mezi chrastavskou částí Andělská Hora a libereckou částí Machnín místo mostu, zničeného při povodni v roce 2010, zprovozněn unikátní transbordér.

## Pamětihodnosti

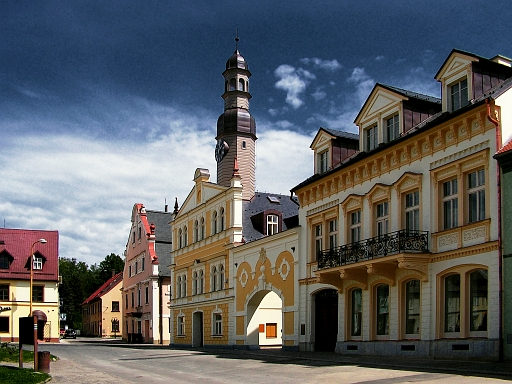
Radnice

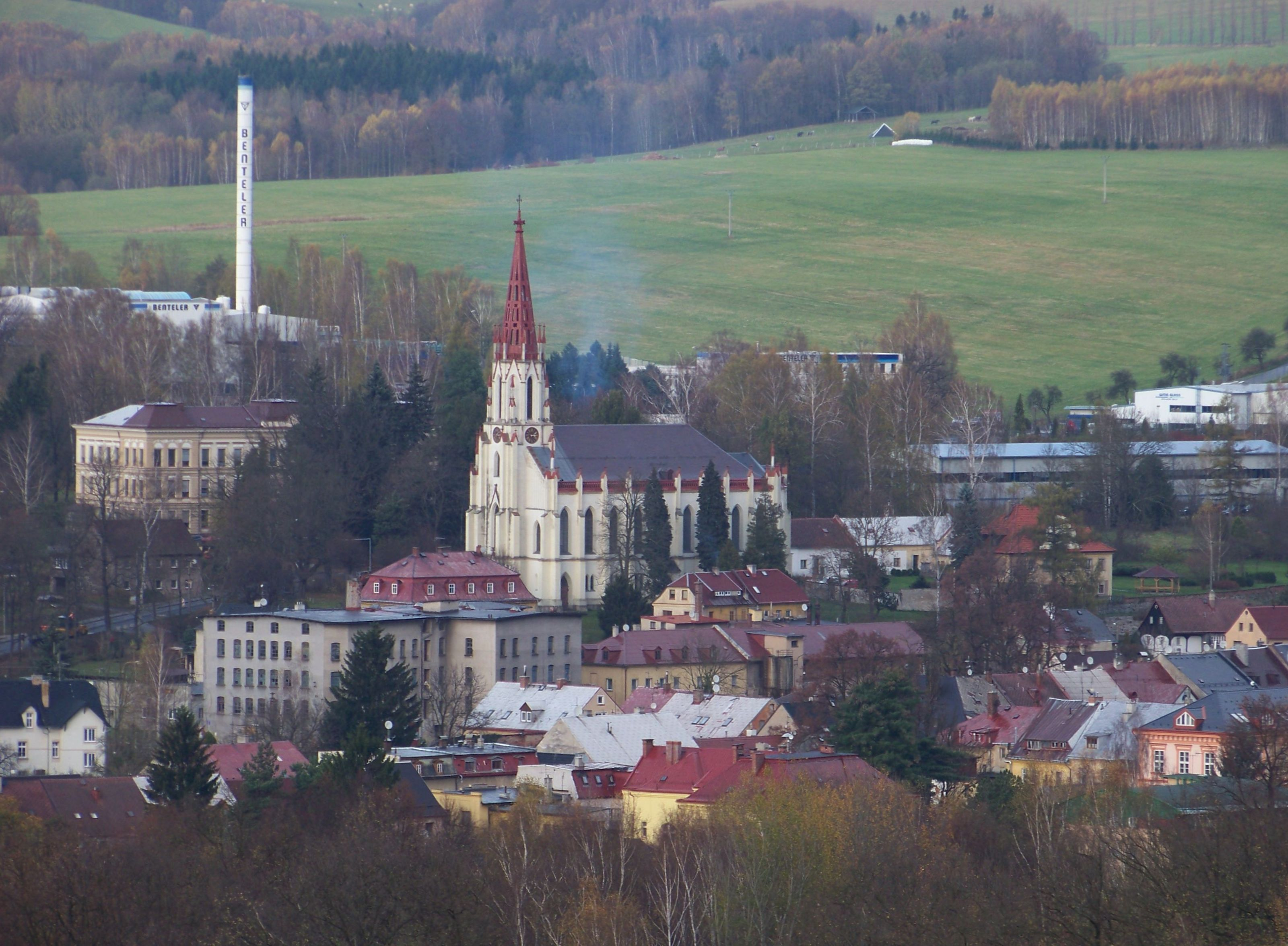
Panorama města s kostelem svatého Vavřince

- Kostel sv. Vavřince je dominantou města; halový novogotický kostel na nevysokém návrší byl do současné podoby přestavěn v letech 1866–1868, podle návrhu architekta Franze Thila z Liberce.
- Radnice, kamenná stavba na jižní straně náměstí  roku 1646 nahradila dřevěnou vyhořelou; korouhvička věže roku 1683 opatřena Gallasovským erbem, křížkem a delfínem, roku 1812 prohlouben sklep, při kopání nalezen poklad mincí.[11]
- Barokní morový sloup Zvěstování Panny Marie z roku 1732, na vrcholu socha Panny Marie mezi čtyřmi anděly držícími její atributy: závoj, modlitební knížka, roh hojnosti a šíp; NA středním stupni stojí sochy sv. Jana Nepomuckého, Víta, Václava, Josefa s Ježíškem, Antonína Paduánského, Vavřince, Floriána a Šebestiána
- Železný secesní most přes říčku Jeřici byl památkou chráněnou státem. Dne 7. srpna 2010 se během ničivých záplav zřítil do koryta řeky.
- Městské muzeum, založeno roku 1905; sídlí v někdejším nosticovském panském domě z 16. století, později přestavěném na zájezdní hostinec a později na hotel „Černý kůň“.
- Rodný dům malíře Josefa Führicha čp. 95, hrázděná patrová stavba, uvnitř nástěnné malby; nyní pobočka městského muzea.
- Muzeum hasičské techniky bylo otevřeno roku 1997.
- Curia Vítkov je replika velmožského dvorce z 12. století.[12]
- Lípa Skautů u autobusového nádraží
- Meteorologický sloup, funkcionalistický objekt z roku 1932.[13]

## Osobnosti
Chrastava je rodištěm deseti akademických malířů. Nejvýznamnějšími z nich jsou J. Führich, V. Kandler a G. Kratzmann.
- Josef Führich (1800–1876), český akademický malíř; působil jako profesor na vídeňské umělecké akademii a roku 1861 byl povýšen do šlechtického stavu
- Vilém Kandler (1816–1896), český akademický malíř
- Gustav Kratzmann (1812–1902), český malíř, grafik a restaurátor
- Richard Placht (1880–1962), česko-rakouský sochař a medailér, vytvořil přes 300 plaket, medailí a mincí; působil v Hlavním mincovním úřadě ve Vídni
- Willi Sitte (1921–2013), německý akademický malíř, dlouholetý předseda Spolku výtvarných umělců NDR
- František Turpiš (1898–1918), účastník protihabsburského odboje, italský legionář, padl do zajetí a byl popraven[14][15]
- Eduard Kratzmann (1810–1865), český lékař, zakladatel první dětské nemocnice v českých zemích
- Rudolf Loudát (1898–1944), účastník protinacistického odboje, za svou odbojovou činnost byl popravený v Drážďanech[16]
- Rudolf Fuksa (1930–1952), účastník protikomunistického odboje, jako agent chodec popravený v Praze na Pankráci

## Partnerská města
- Eichstätt, Německo
- Lwówek Śląski, Polsko